# Paracycnotrachelus wallacei
Paracycnotrachelus wallacei is een keversoort uit de familie bladrolkevers (Attelabidae). De wetenschappelijke naam van de soort werd in 1890 gepubliceerd door Faust.